# Habitatge a la placeta de la Creu Gran, 15 (Terrassa)
L'edifici a la placeta de la Creu Gran, 15 és un habitatge del centre de Terrassa, protegit com a bé cultural d'interès local, situat a la placeta de la Creu Gran, fent cantonada amb el carrer Nou de Sant Pere.

## Descripció
És un edifici plurifamiliar i cantoner, de planta baixa i tres pisos, amb una composició simètrica respecte a la bisectriu. El primer pis i el segon tenen balcons amb baranes de ferro. El segon pis presenta llindes amb frontons decorats sostinguts per permòdols. La solució de la cantonada es caracteritza pel fet de presentar un cos central destacat on hi ha l'accés, de forma corba i separat dels laterals mitjançant dues pilastres a cada costat que el flanquegen, amb capitells corintis al primer pis. A l'espai intermedi que hi ha entre les pilastres apareixen els baixants de les aigües pluvials.

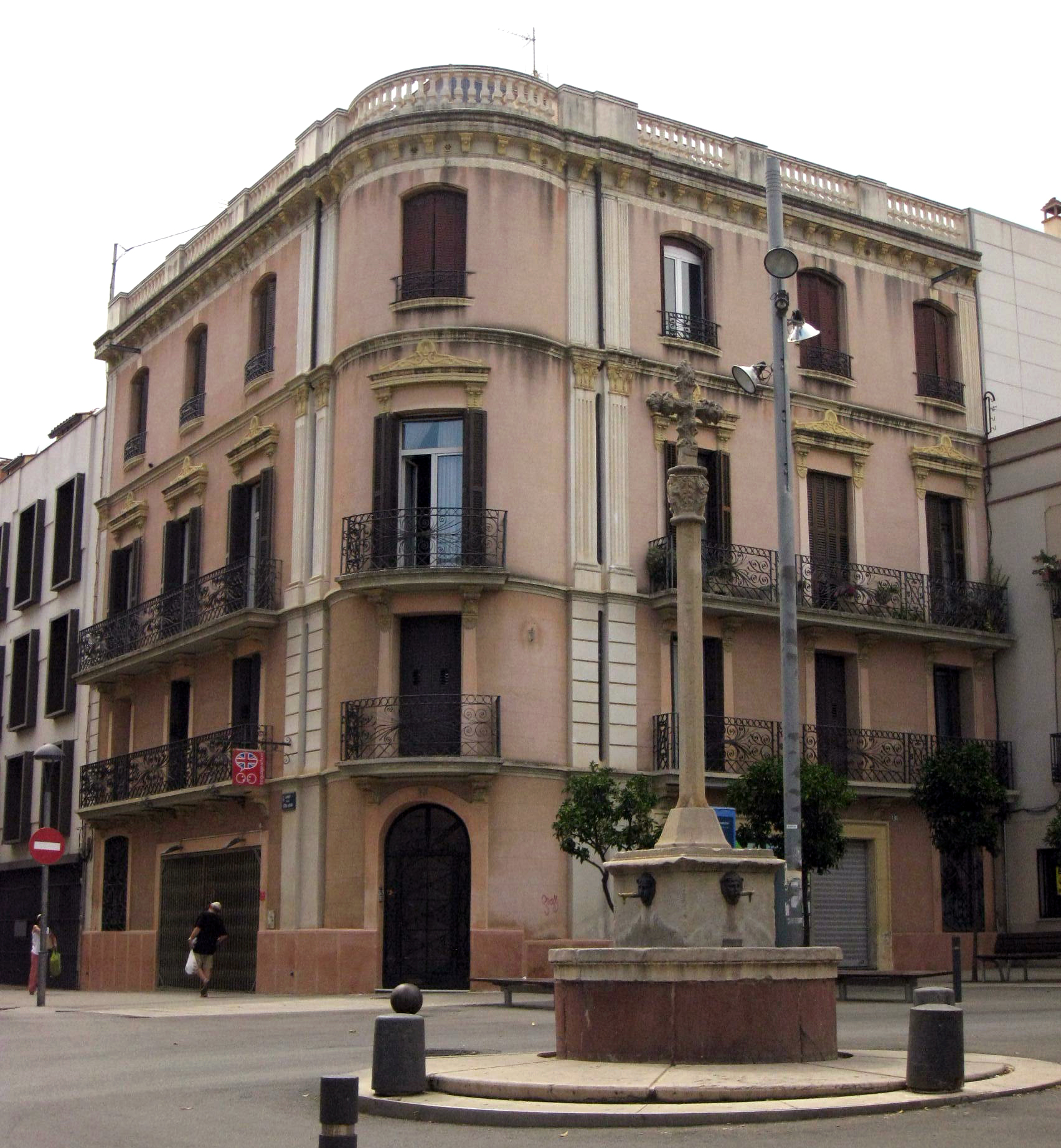
L'edifici amb la Creu Gran en primer terme

L'acabament superior de la façana és fet amb línies d'esgrafiats, una cornisa sobre permòdols i una barana amb balustres. L'edifici s'acaba lateralment amb pilastres, repetint la mateixa composició de la cantonada. La planta baixa ha sofert algunes transformacions.

## Història
Aquest edifici podria ser l'antiga casa de Jaume Guillamet, feta el 1850 per l'arquitecte Modest Feu i Estrada i reformada el 1915 per Josep Masdéu i Puigdemasa, segons se cita a la tesi doctoral de Mireia Freixa.